# Chikkarayappanahalli, Dod Ballapur
Chikkarayappanahalli là một làng thuộc tehsil Dod Ballapur, huyện Bangalore Rural, bang Karnataka, Ấn Độ.